# Harry Gove
Harry E. Gove (* 22. Mai 1922 in Niagara Falls, Ontario, Kanada; † 18. Februar 2009 in Toronto) war ein kanadisch-amerikanischer Physiker.

## Leben
Gove studierte an der Queen’s University in Kingston, Ontario, Kanada angewandte Physik und erlangte 1944 einen Abschluss als B.Sc. Er setzte sein Studium am Massachusetts Institute of Technology fort und schloss es 1950 mit einem Ph.D. in Kernphysik  ab.
Von 1956 bis 1963 war er Bereichsleiter für Kernphysik bei der Firma Atomic Energy of Canada, Ltd. in Chalk River. Ab 1963 hatte er eine Professur für Physik an der University of Rochester inne. Dort leitete er bis 1988 das Labor für Kernforschung, von 1977 bis 1980 war er Dekan des Lehrstuhls für Physik und Astronomie. 1992 wurde er emeritiert und hielt ab 1997 eine Professur für Physik an der University of Toronto.
1962 wurde er Fellow der American Physical Society.

## Werk
Bedeutend ist sein maßgeblicher Beitrag zur Entwicklung von radiometrischen Datierungsmethoden mittels Beschleunigermassenspektrometrie. Besonders für die Radiokohlenstoffdatierung ergab sich damit die Möglichkeit, mit weitaus kleineren Probenmengen auszukommen, als mit der bis dahin üblichen Methode nötig war.
Bekannt wurde er auch durch den Vorschlag, das Turiner Grabtuches mittels der damals neuartigen Radiokohlenstoffdatierung mittels Beschleunigermassenspektrometrie zu datieren, und den Einsatz, mit dem er diesen Vorschlag bis zu seiner Umsetzung 1988 verfolgte. Obwohl sein Labor nicht selbst an den Messungen beteiligt war, war H. Gove als eingeladener Gast Augenzeuge bei den Radiokohlenstoffmessungen des Grabtuches im Labor von Paul Damon in Arizona; einem der drei an der Grabtuchdatierung beteiligten Institute. 1996 schilderte er in seinem Buch Relic, Icon or Hoax? Carbon Dating the Turin Shroud die Messungen sowie die Vorgänge im Umfeld und wies die von Authentizitätsbefürwortern behauptete mögliche Verfälschung der Radiokohlenstoffdatierung zurück.

## Schriften
- Harry E. Gove, Relic, Icon or Hoax? Carbon Dating the Turin Shroud. Institute of Physics Publishing, (1996) ISBN 0-7503-0398-0
- Harry E. Gove, From Hiroshima to the Iceman: The Development and Applications of Accelerator Mass Spectrometry. Iop Institute of Physics, (1998) ISBN 0-7503-0557-6